# Мужчина моей жизни
«Мужчина моей жизни» (фр. Mon homme) — фильм режиссёра Бертрана Блие, снятый в 1996 году с участием Анук Гринбер и Жерара Ланвена. Фильм был представлен на 46-м Берлинском международном кинофестивале, где Гринберг получила «Серебряного медведя» за лучшую женскую роль.

## Сюжет
Мари Арбат, преуспевающая проститутка, влюблённая в свою профессию, подбирает на улице грязного бомжа и приводит его к себе домой. Более того, она оставляет его у себя и предлагает ему стать её сутенером. Заботами Мари бомж превращается в вальяжного денди, беззастенчиво эксплуатирующего свою спасительницу. Он заводит себе любовницу и пытается её тоже вывести на панель.
Бертран Блие в своей обычной сюрреалистичной манере исследует вечные проблемы взаимоотношений мужчин и женщин, отражая их в своем фильме, как в кривом зеркале. Границы реальности словно слегка размыты. Доведённые до абсурда ситуации — это горькая усмешка автора над «неудобными» темами.

## В ролях
- Анук Гринбер — Мари Абарт
- Жерар Ланвен — Жано
- Валерия Бруни-Тедески — Сангвин
- Оливье Мартинес — Жан-Франсуа
- Бернар Ле Кок — инспектор Марвье

## Награды
- Анук Гринбер — «Серебряный медведь» Берлинского фестиваля за 1996 год